# Iwan Federowicz Czartoryski
Iwan Federowicz Czartoryski (en lituanien : Teodoras Čartoriskis), mort en 1566 ou 1567, prince lituanien de la famille Czartoryski.

## Biographie
Il est le fils de Fiodor Czartoryski et de Zofia Sanguszko

## Mariage et descendance
Son épouse Anna Zasławska, lui donne pour enfants:
- Jerzy Czartoryski (mort en 1626),